# Agatha Raisin e il veterinario crudele
Agatha Raisin e il veterinario crudele è il secondo romanzo giallo di Marion Chesney, scritto con lo pseudonimo di M. C. Beaton.

## Trama
Agatha, dopo aver chiuso un anno prima la sua società di PR, ora è combattuta tra rimanere a Carsely o vendere il suo cottage e tornare a Londra. Certo è che la vita nei Cotswolds è un po' noiosa ed i tentativi per ammaliare James Lacey, il suo affascinante vicino, falliscono continuamente. Scopre però che in paese è arrivato un nuovo veterinario, nella cui sala d'aspetto c'è sempre una lunga fila di donne. Un po' per competere con le altre, un po' con la speranza di far ingelosire James, Agatha porta il suo gatto Hodge, che non ne ha alcun bisogno, a fare una visita e ne esce con un invito a cena. La storia durerà poco perché il veterinario morirà in seguito a un incidente nelle stalle di Lord Pendlebury, dove il veterinario stava per operare un cavallo. Morte accidentale o omicidio? Agatha coglie l'occasione e trova una scusa per riallacciare i rapporti con James, convincendolo che giocare ai detective può essere divertente. 

## Personaggi
- Agatha Raisin: protagonista e voce narrante
- James Lancey: colonnello in pensione e vicino di Agatha
- Bill Wong: detective della polizia e amico
- Mrs Margaret Bloxby: moglie del pastore
- Roy Silver: ex collega di lavoro della società di pubbliche relazioni di cui Agatha era proprietaria
- Doris Simpson: la signora delle pulizie
- Il pastore Alf Bloxby: vicario di Carsely
- Paul Bladen: veterinario di Carsely

## Edizioni
- M. C. Beaton, Agatha Raisin e il veterinario crudele, traduzione di Marina Morpurgo, Astoria Edizioni, 2011,  p. 219, ISBN 978-88-96919-06-4.